# 原道醒世训
《原道醒世训》 是拜上帝会早期重要文献之一。洪秀全撰。1852年（咸丰二年），编入《太平诏书》刊行。后改称《原道醒世诏》。

## 主要内容
作者根据“皇上帝天下凡间大共之父”，提出“天下凡间，分言之则有万国，统言之则实一家。”“天下多男人，尽是兄弟之辈，天下多女子，尽是姊妹之群。何得存此疆彼界之私，何可起尔吞我并之念？”进而号召“天下兄弟姊妹”，“相与作中流之底（砥）柱，相与挽已倒之狂澜”，努力奋斗，变“乖漓浇薄之世”为“强不犯弱、众不暴寡、智不诈愚、勇不苦怯之世”，以求实现“天下一家，共享太平”的理想。